# بارينغتونية
بارينغتونية (الاسم العلمي: Barringtonia)، جنس نباتات مُزهرة من فصيلة اللوسيتية، وُصف الجنس لأول مرة بهذا الاسم في عام 1775
. يشتمل الجنس على 72 نوعًا مقبولًا. موطنها الأصلي إفريقيا وجنوب آسيا وأستراليا وجزر مختلفة في المحيط الهادئ والمحيط الهندي. اسم الجنس مُهدى لداينز بارينغتون
، وهو محامي وعالم آثار وطبيعة إنجليزي.